# 拉默尔斯贝格矿

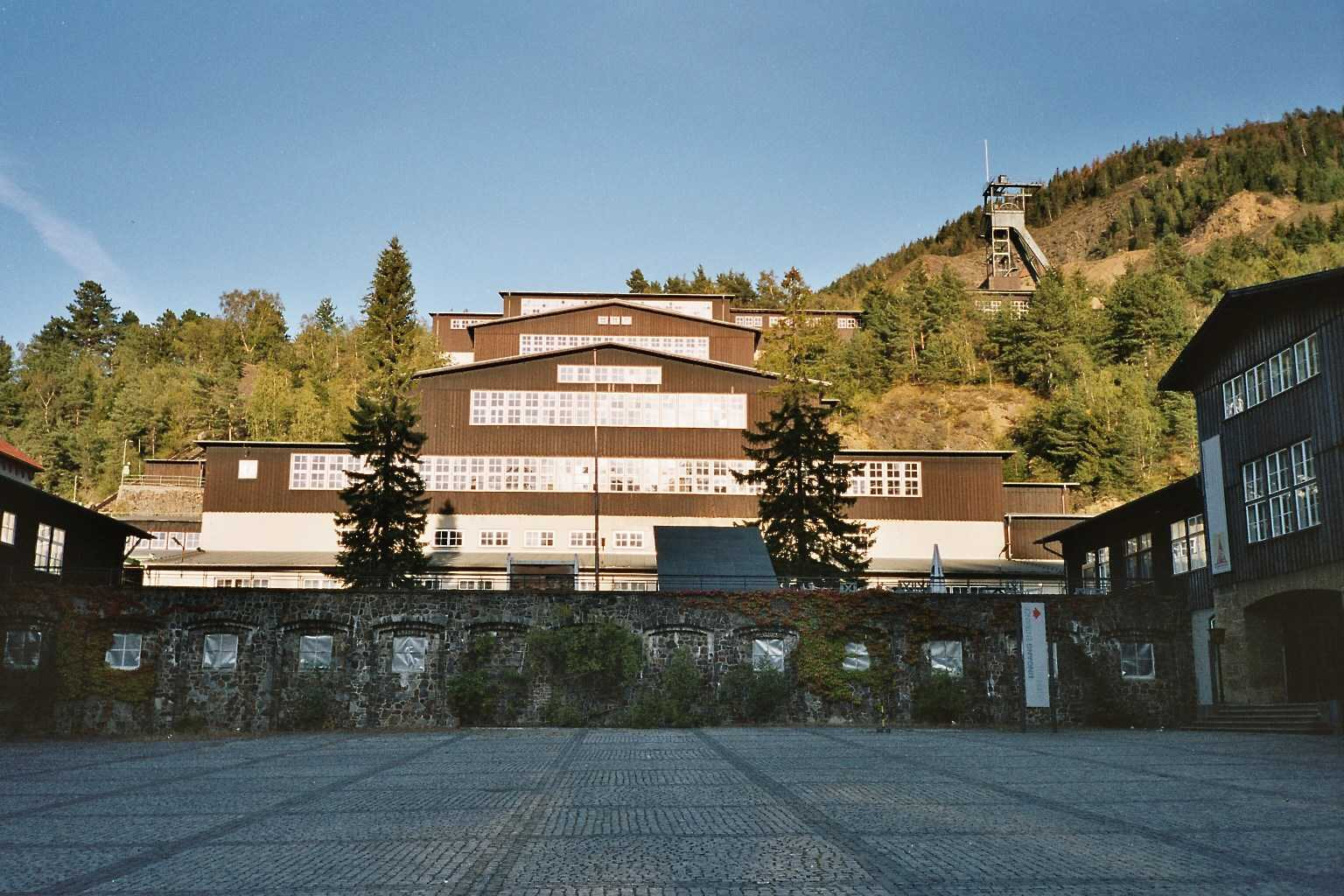
礦業博物館

拉默尔斯贝格矿（Rammelsberg）為一座接近德國戈斯拉爾的礦山，他的礦業相當著名。礦業從西元968年起開始經營，主要的礦產為鉛、銅、錫與銀等，戈斯拉爾城也因為礦產而建立起，當時的不伦瑞克公爵便對此地相當有興趣，並將部分地區長年佔據。
拉默尔斯贝格矿只是哈尔茨县的礦山系統之一，拉墨爾斯貝格礦的區域因為戰事重要性而在1930年代積極構築。後來在經濟地位上漸漸失去地位，到1988年便不再運作。因其年代久遠的礦業，而為聯合國教科文組織列世界遺產，今日經營為博物館。